# Évszázadok listája
Ez a lap tartalmazza az évezredek és az évszázadok listáját. Az évszázadok egyedi lapjai tartalmazzák az évtizedeket és az éveket.
Magyarországon Szent István király vezette be a ma ismert keresztény időszámítást uralkodásának első éveiben. Naptárunk a Dionysius Exiguus féle 532. évben bevezetett időszámítást használja, amely a pontatlanságát kiküszöbölő Gergely-naptárban vette fel legfrissebb formáját. Ezt az időszámítást először a kolostorokban vezették be, később elterjedt kb. az első évezred végére, 2. évezred elejére a legtöbb európai államban, országban. 
Előtte több más időszámítás is létezett. Létezik még az iszlám, bahá’í, zsidó és más időszámítás is napjainkban.
Lásd még:
- Kronológia
- Julián naptár

## Lista
- i. e. 10. évezred
- i. e. 9. évezred
- i. e. 8. évezred
- i. e. 7. évezred
- i. e. 6. évezred
- i. e. 5. évezred

| Évezredek        | Évszázadok    | Évszázadok    | Évszázadok    | Évszázadok    | Évszázadok    | Évszázadok    | Évszázadok    | Évszázadok    | Évszázadok    | Évszázadok    |
| ---------------- | ------------- | ------------- | ------------- | ------------- | ------------- | ------------- | ------------- | ------------- | ------------- | ------------- |
| i. e. 4. évezred | i. e. 40. sz. | i. e. 39. sz. | i. e. 38. sz. | i. e. 37. sz. | i. e. 36. sz. | i. e. 35. sz. | i. e. 34. sz. | i. e. 33. sz. | i. e. 32. sz. | i. e. 31. sz. |
| i. e. 3. évezred | i. e. 30. sz. | i. e. 29. sz. | i. e. 28. sz. | i. e. 27. sz. | i. e. 26. sz. | i. e. 25. sz. | i. e. 24. sz. | i. e. 23. sz. | i. e. 22. sz. | i. e. 21. sz. |
| i. e. 2. évezred | i. e. 20. sz. | i. e. 19. sz. | i. e. 18. sz. | i. e. 17. sz. | i. e. 16. sz. | i. e. 15. sz. | i. e. 14. sz. | i. e. 13. sz. | i. e. 12. sz. | i. e. 11. sz. |
| i. e. 1. évezred | i. e. 10. sz. | i. e. 9. sz.  | i. e. 8. sz.  | i. e. 7. sz.  | i. e. 6. sz.  | i. e. 5. sz.  | i. e. 4. sz.  | i. e. 3. sz.  | i. e. 2. sz.  | i. e. 1. sz.  |
| 1. évezred       | 1. sz.        | 2. sz.        | 3. sz.        | 4. sz.        | 5. sz.        | 6. sz.        | 7. sz.        | 8. sz.        | 9. sz.        | 10. sz.       |
| 2. évezred       | 11. sz.       | 12. sz.       | 13. sz.       | 14. sz.       | 15. sz.       | 16. sz.       | 17. sz.       | 18. sz.       | 19. sz.       | 20. sz.       |
| 3. évezred       | 21. sz.       | 22. sz.       |               |               |               |               |               |               |               |               |